# Vincenzo Scamozzi
Vincenzo Scamozzi, född 2 september 1548 i Vicenza, död 7 augusti 1616 i Venedig, var en italiensk arkitekt. Han var medhjälpare till Andrea Palladio och lärare åt Baldassare Longhena.
Scamozzis mästerverk är villan Rocca Pisani (1575–1578) vid Lonigo samt Procuratie Nuove (1581–1599) vid Markusplatsen i Venedig. Han var även arkitekt för världens första specialbyggda inomhusteater Teatro all'Antica (1588–1590) i Sabbioneta. 